# Dalton Tagelagi
Dalton Emani Makamau Tagelagi (Alofi, 5 de juny de 1968) és un polític niueà i primer ministre de Niue des de juny de 2020. Va ser elegit primer ministre per l'Assemblea Legislativa de Niue l'11 de juny de 2020, derrotant a O'Love Jacobsen per 13 vots contra 7.
Tagelagi és fill de Sam Pata Emani Tagelagi, que va exercir com a president de l'Assemblea de Niue de 1976 a 1993.

## Carrera a les bitlles
Tagelagi va competir amb bitlles per Niue, als Jocs de la Commonwealth de 2014 a Glasgow i als Jocs de la Commonwealth de 2018 a Gold Coast (Austràlia). El 2022, va competir en parelles masculines i en quatre masculí als Jocs de la Commonwealth de 2022 celebrats a Birmingham.

## Carrera pilítica
Tagelagi va ser elegit per primera vegada a l'Assemblea de Niue a les eleccions generals de 2008. Després de les eleccions generals de 2014, va ser nomenat ministre d'Infraestructura. Va ser reelegit a les eleccions generals de Niue de 2017, i posteriorment va exercir com a ministre de Medi Ambient, Recursos Naturals, Agricultura, Silvicultura i Pesca. Com a ministre de Medi Ambient, va representar Niue a la Conferència de les Nacions Unides sobre el Canvi Climàtic de 2019, on hi va demanar que les nacions riques mostressin més ambició.

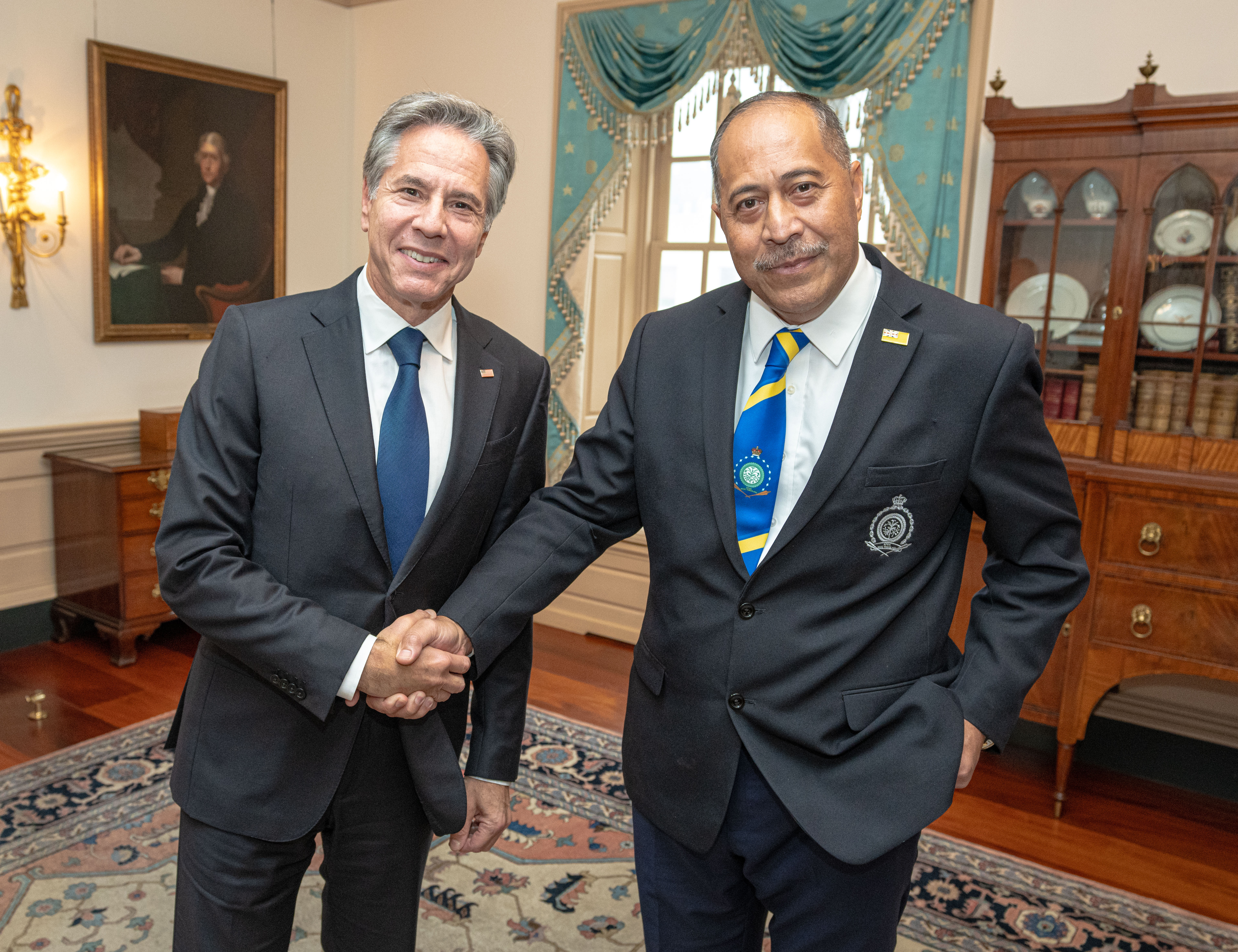
Tagelagi amb el Secretari d'Estat nord-americà Antony Blinken (2023).

### Primer ministre
Va ser reelegit a les eleccions generals de Niue del 2020 i, posteriorment, va ser elegit primer ministre. Després de ser elegit, va anunciar que la seva primera prioritat seria investigar les finances del govern. Com a primer ministre, el seu govern va ratificar l'acord comercial regional PACER Plus (acord de llire intercanvi). Durant la pandèmia de COVID-19, va negociar una bombolla de viatge d'anada que permetia als niueans viatjar a Nova Zelanda i va supervisar un programa de vacunació que va permetre a Niue obtenir una immunitat total al virus. El novembre de 2021 va començar un mandat d'un any com a rector de la Universitat del Pacífic Sud. El seu mandat va concloure el juny de 2022, i el va succeir Tuimalealiʻifano Vaʻaletoʻa Sualauvi II.
Va ser reelegit sense oposició a l'Assemblea a les eleccions de 2023. Posteriorment va ser reelegit primer ministre, derrotant a O'Love Jacobsen per 16 vots contra 4. Va nomenar el seu gabinet el 12 de maig de 2023, el primer gabinet amb equitat de gènere de la història de Niue.